# YoonA
Lim Yoon-a (hangul: 임윤아; hanja: 林潤妸; rr: Im Yun-a; nascida em 30 de maio de 1990), mais frequentemente creditada na carreira musical apenas como Yoona (hangul: 윤아; estilizado como YoonA), é uma atriz e cantora sul-coreana. Em agosto de 2007 estreou como membro do grupo sul-coreano Girls' Generation, tornando-se um dos grupos mais bem sucedidos da Coreia do Sul e um dos grupos femininos mais populares da Coreia do Sul em todo o mundo.
Na atuação YoonA participou de vários dramas de televisão, tronando-se notável em You Are My Destiny (2008), que marcou seu avanço na carreira e lhe rendeu os prêmios de Melhor Atriz no 23º KBS Drama Awards e no 45º Baeksang Arts Awards. Desde então, Yoona conseguiu mais atenção do público e elogios com uma variedade de papéis em Love Rain (2012), Prime Minister and I (2013) para o qual ganhou o Prêmio de Excelência no 2013 KBS Drama Awards, o sucesso de audiência da televisão chinesa God of War, Zhao Yun (2016), The K2 (2016) e The King in Love (2017). Seu trabalho no cinema inclui Confidential Assignment (2017) e Exit (2019), que se tornaram dois dos filmes de maior bilheteria na Coreia do Sul.
O sucesso das carreiras musicais e de atuação de Yoona a levou a vários acordos de CF, principalmente a colaboração de longo prazo com a Innisfree, e a estabeleceu como uma atriz-ídolo pioneira da onda Hallyu.

## Início da vida
Lim Yoon-a nasceu em 30 de maio de 1990, em Yeongdeungpo-gu, Seul, Coreia do Sul. Sua família é constituída por ela, seu pai e sua irmã mais velha. Enquanto crescia, Yoona sempre ouvia o girl group S.E.S e sonhava em se tornar uma cantora. Em 2002, ela foi escalada para a SM Saturday Open Casting Audition e passou cinco anos "fazendo nada além de treinamento constante" em canto, dança e atuação. Durante seus dias de trainee, ela tinha baixa auto-estima e uma grande vontade de desistir de cantar para investir em sua carreira de atriz. Um coreógrafo da SM Entertainment a incentivou a continuar, dizendo que "seria um desperdício de desistir de se tornar uma cantora" com suas "habilidades de dança". Ele também a considerou como a melhor dançarina da agência.

## Carreira

### 2004–2015: Início de carreira, Girls' Generation e trabalhos na televisão

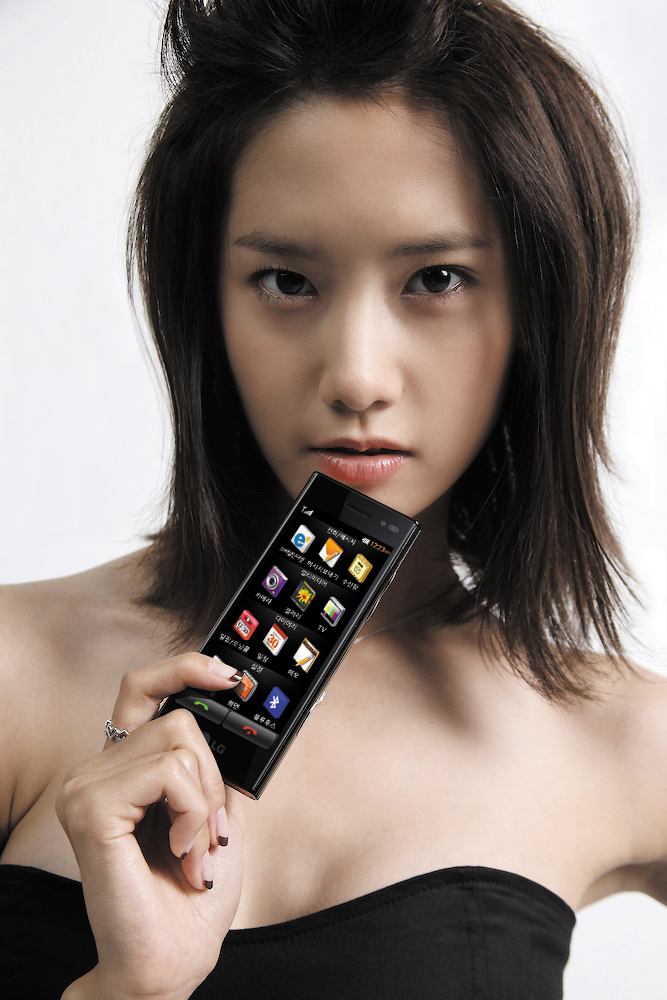
YoonA em campanha publicitaria da LG. (setembro de 2009)

YoonA iniciou sua carreira no entretenimento estrelando vários vídeos de outros artistas, sendo que sua primeira aparição ocorreu no vídeo musical de "Magic Castle" do TVXQ em 2004. Filmado na Lotte World da Coreia do Sul, o vídeo mostra YoonA sentada em uma poltrona ao lado de uma lareira, sonhando com momentos mágicos. Em 2006 apareceu nos vídeos musicais das canções "U" do Super Junior e "My Everything" do The Grace.
Sua carreira na atuação começou com um papel secundário no drama de MBC Two Outs in the Ninth Inning, sendo transmitido de julho à setembro de 2007. Ainda em 2007, foi escolhida como membro do grupo Girls Generation, tendo sua primeira apresentação no School of Rock da Mnet, em julho daquele ano, onde o grupo apresentou seu primeiro single, "Into the New World" (다시 만난 세계; Dasi mannan segye). Em 5 de agosto de 2007, o grupo estreou oficialmente no Inkigayo da SBS, onde interpretaram a mesma música. O Girls' Generation lançou posteriormente seu auto-intitulado álbum de estreia em novembro de 2007, que foi precedido pelos singles "Girls' Generation" (소녀시대; Sonyeo sidae) – um remake da música de 1989 de Lee Seung-cheol e "Kissing You". Ainda em novembro, YoonA estrelou o vídeo da canção "Marry U" do Super Junior.
Em abril de 2008, apareceu em Woman of Matchless Beauty, Park Jung-geum da MBC e foi elogiada pela atriz veterana Bae Jong-ok pelo seu desempenho. Em maio de 2008, Yoona conseguiu seu primeiro papel principal no drama da KBS You Are My Destiny, interpretando Jang Sae-byuk. O drama alcançou 41,5% de audiência, tornando um enorme sucesso na Coreia e em muitos outros países asiáticos, rendendo maior reconhecimento do público a YoonA. Ela considerou o papel um ponto de viragem em sua carreira e, também, recebeu dois prêmios de "Melhor Nova Atriz", em 2008, um no KBS Drama Awards e outro no 45th Baeksang Arts Awards. Em maio de 2009, foi escalada para o drama da MBC, Cinderella Man juntamente com Kwon Sang-woo. O drama foi ao ar de 15 de abril a 4 de junho de 2009, com um total de 16 episódios. No ano seguinte se tornou membro regular do elenco de Family Outing 2, que decorreu entre fevereiro e julho de 2010.

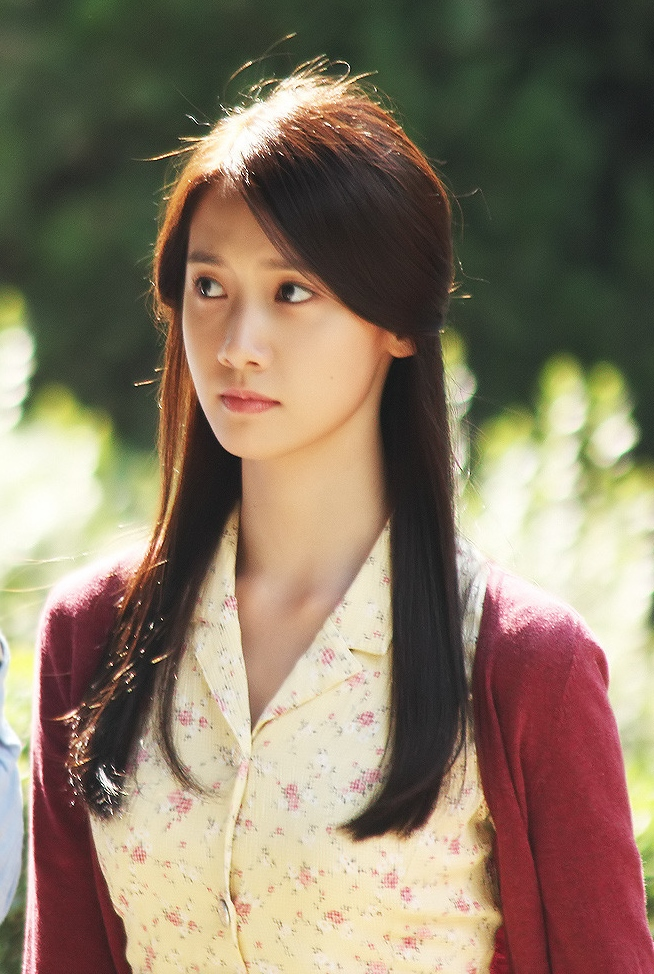
YoonA filmando Love Rain. (setembro de 2011)

Em 24 de dezembro de 2011, foi anfitriã da cerimônia de premiação da KBS Entertainment Awards, ao lado de Shin Dong-yup e Lee Ji-ae. Dias depois, junto com Lee Seung-gi e Song Ji-hyo, YoonA apresentou a cerimônia de premiação do SBS Gayo Daejeon.
Entre março e maio de 2012, YoonA interpretou o papel principal, ao lado de Jang Keun-suk, no drama da KBS2, Love Rain, um drama que conta a história de um casal que se separaram nos anos 70, mas os seus filhos se apaixonam um pelo outro. Yoona interpretou duas personagens no drama: a jovem Kim Yoon-hee, dos anos 70 e Jung Ha-na, filha de Yoon-hee. Embora o drama tenha obtido baixa audiência nacional e tenha recebido críticas por sua incapacidade de se relacionar com os telespectadores, a atuação de YoonA recebeu críticas positivas. Yoon Ga-ee, do OSEN, escreveu: "A melhoria em sua atuação está sendo feita em uma grande velocidade! Ela amadureceu tanto sua atuação que você pode chegar ao ponto de perguntar: 'Quando foi que sua atuação ficou tão boa assim?' A crítica que se arrastou atrás dela durante "Cinderella Man" agora está longe de ser encontrada." Choi In-kyung do Hankook Ilbo disse que sua atuação melhorou e que, durante o drama, Yoona se tornou a própria personagem. O drama ganhou bastante interesse no exterior e foi vendido para o Japão por US$ 10 milhões, o segundo preço mais alto para um drama da KBS na época, em parte devido à popularidade de YoonA. O drama se tornou um verdadeiro entre os fãs japoneses e acabou sendo reeditado em uma versão de filme lançada no Japão em setembro daquele ano. Em 28 de dezembro de 2012, YoonA, Sung Si-kyung e Jung Yong-hwa foram os anfitriões da cerimônia de premiação da KBS Song Festival.
De dezembro de 2013 a fevereiro de 2014, estrelou ao lado de Lee Beom-soo a comédia romântica Prime Minister and I da KBS2 que foi, livremente, baseado no filme musical The Sound Of Music. Yoona interpretou Nam Da-Jung, uma repórter jovem e teimosa que se apaixona pelo primeiro-ministro. O drama recebeu baixa audiência, mas Yoona continuou sendo elogiada por sua ótima atuação. Lee Beom-soo disse: "Atuar tem de ir pela lógica, apenas quando você compreende que o público vai compreender, Yoona é inteligente e fez muito bem. Eu quero aplaudi-la de pé. Ela ganhou um Prêmio de Excelência, no KBS Drama Awards de 2013, por seu papel. Em 26 de julho de 2014, YoonA realizou o fan meeting Prime Minister & I "Yoona & I" em Bangkok, para promover o drama Prime Minister and I.
Em janeiro de 2015, apareceu no musical holográfico School OZ. Em maio do mesmo ano, estrelou o web drama Summer Love, juntamente com Lee Min-ho. YoonA fez uma aparição no primeiro episódio da série Because It's the First Time, exibido em outubro de 2015.

### 2016–2018: Crescente popularidade, amadurecimento profissional e Oh!GG

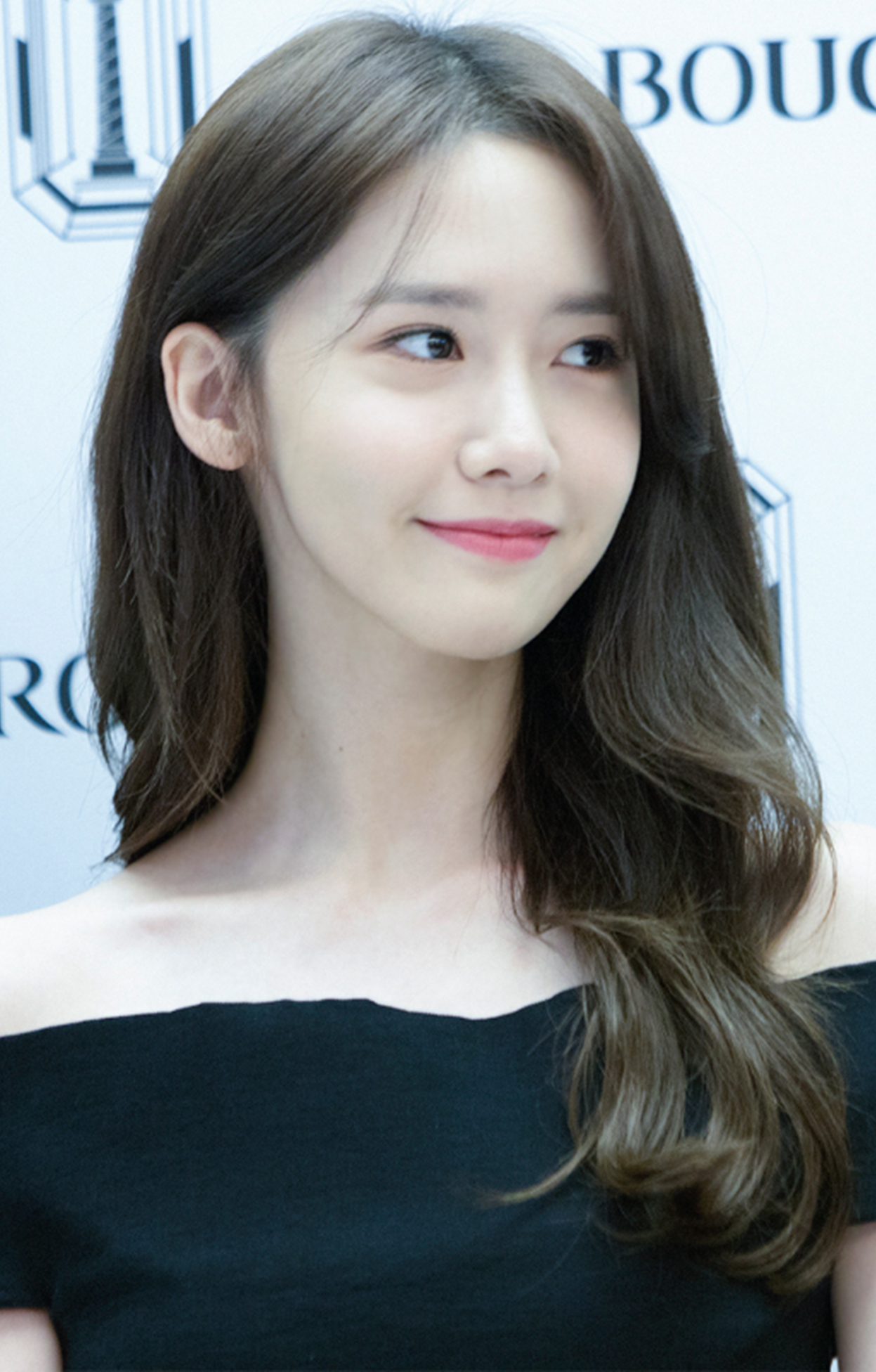
YoonA durante o Boucheron Paris Event. (novembro de 2016)

Em março de 2016, Yoona lançou seu primeiro single solo, intitulado "Deoksugung Stonewall Walkway", em colaboração com o grupo indie sul-coreano 10 cm, como parte do projeto Station. A canção de urban pop conseguiu alcançou #24 posição na Gaon Digital Chart e recebeu boas críticas. A Fuse descreveu a música como "calma e fácil de ouvir" e complementou dizendo o quão "adorável" estava a voz de Yoona na canção. Em abril do mesmo ano, Yoona foi escolhida para estrelar o drama chinês God of War, Zhao Yun, baseado no livro chinês Romance of the Three Kingdoms. No drama interpretou duas personagens - Xiahou Qingyi, que se apaixona pelo personagem masculino principal mas, mais tarde, descobre que ele matou seu pai, e Ma Yurou uma artista marcial. Os índices de audiência do drama atingiram um pico de mais de 2%, o que foi descrito como "um enorme sucesso" em relação à grande população chinesa, e alcançou mais de 10 bilhões de acessos através de vários sites chineses de vídeo, refletindo a popularidade de YoonA na China. Entre junho e julho do mesmo ano, realizou o Blossom 1st Fanmeet in China. Após seu sucesso na China, Yoona lançou um mini-álbum digital no início de agosto, chamado Blossom, contendo suas interpretações de conhecidas canções em mandarim.
Em setembro de 2016, Yoona retornou à televisão coreana, estrelando o terror de ação da tvN The K2, interpretando Go Anna, uma jovem reclusa que sofre de um medo das pessoas. Cansada de ter uma imagem doce e ter sido sempre sobrecarregada pelo preconceito de ídolo-atriz, Yoona jogou fora a percepção pública e se concentrou no papel como seu "desafio pessoal". Seu esforço ganhou reconhecimento positivo dos telespectadores. Seon Mi-gyeong do OSEN expressou que o drama se tornou o trabalho representativo de Yoona, dizendo que, apesar da complexidade da personagem, a atriz foi capaz de realizar sua atuação emocional e "maravilhosamente elaborada para o papel que é tímido e ainda assim bonito". No Han-sol do TopStarNews indicou que Yoona está "continuamente ganhando o coração do público" e que ela foi capaz de "alcançar o público de forma eficaz" não usando palavras, mas expressões para transmitir suas emoções. Yoona declarou que o personagem ajudou a transformar sua imagem para o público, elaborando ainda mais: "Eu desejo que as pessoas me vejam como uma atriz quando eu estou atuando e me veja como um membro do Girls' Generation quando estou no palco... Eu não quero deliberadamente tentar romper com esse rótulo [ídolo]. Eu quero ser vista como uma atriz naturalmente, e vou continuar a fazer o meu melhor e não ter medo".

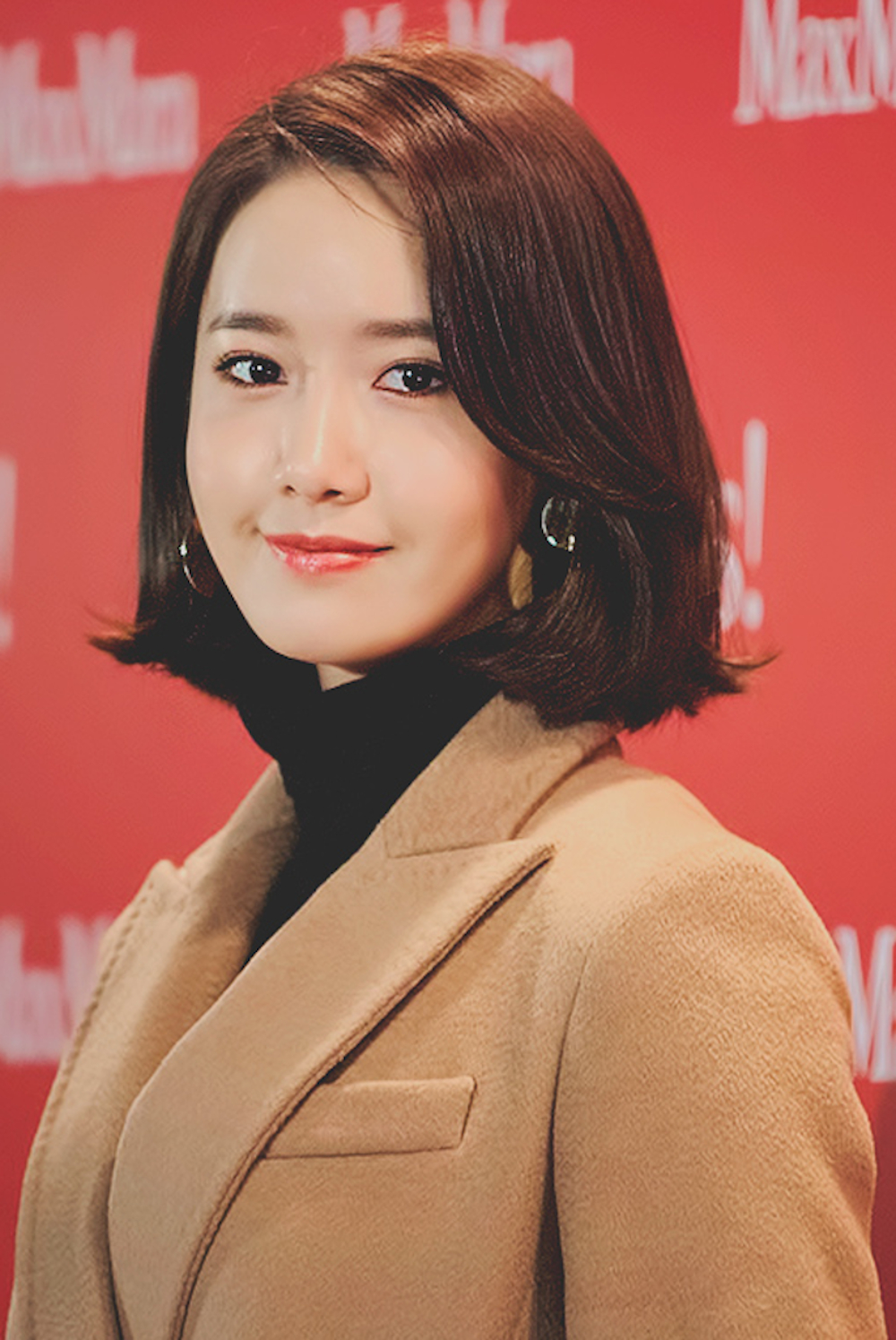
YoonA no Coats Max Mara Seoul. (novembro de 2017)

Ainda em setembro de 2016, Yoona foi apresentada como a personagem feminina principal do melodrama histórico da MBC, The King in Love, uma adaptação do romance de mesmo nome de Kim Yi-ryung. As filmagens começaram em dezembro de 2016 e sua estreia ocorreu em 17 de julho de 2017. Em janeiro de 2017, durante as filmagens de The King in Love, YoonA fez sua estreia nos cinemas com o filme de ação Confidential Assignment, interpretando Park Min-young. Sua escalação para o filme ocorreu em novembro de 2015, juntamente com Hyun Bin. O desempenho de Yoona foi bem recebido, e ela ganhou vários prêmios como o AFA Next Generation no Asian Film Awards e o Newcomer Award no Korean Film Shining Star Awards. Em 4 de setembro (KST), foi anunciado o lançamento de seu single "When The Wind Blows" para o dia 8 de setembro de 2017, através da 2ª temporada do projeto Station. A canção interpretada em coreano e mandarim é uma música de balada acústica com sons de guitarra.
Em janeiro de 2018, Yoona se juntou à segunda temporada do programa Hyori's Homestay como uma nova ajudante. A temporada foi ao ar de fevereiro a maio de do mesmo ano. Ela lançou seu terceiro single solo, "To You", na conclusão do show de variedades. No final de agosto de 2018, foi revelado que Yoona, juntamente com Taeyeon, Sunny, Hyoyeon e Yuri integrariam a segunda subunidade do Girls' Generation, intitulada Girls' Generation-Oh!GG. O nome da unit é uma combinação da interjeição "Oh!" e as iniciais em inglês do nome do grupo "GG". "Oh!GG" também soa como uma frase coreana que tem o significado de "impecável" ou "incrível". A estreia oficial da subunidade ocorreu em 5 de setembro com o lançamento do single "Lil' Touch", acompanhado da B-side "Fermata".

### 2019–presente: Sucesso continuo
YoonA lançou seu primeiro extended play solo oficial – segundo no total, sucedendo o mini-álbum digital Blossom (2016) –, A Walk to Remember, em 30 de maio 2019, juntamente com o lead single "Summer Night". Com a participação do solista 20 Years of Age, "Summer Night" é um dueto estimulante impulsionado por batidas fortes, cordas rítmicas e sinos cintilantes enquanto o casal canta um amor encantador e sazonal.
Em julho de 2019 estrelou o filme de catástrofe Exit. Sua escalação para o papel ocorreu em maio de 2018, ao lado de Jo Jung-suk. A história do filme gira em torno de um cara desempregado, Yong-nam (Jo Jung-suk), e sua colega de faculdade, Eui-joo (YoonA). Os dois personagens inesperadamente se encontram na festa de 70 anos da mãe de Yong-nam. Então, de repente, eles são colocados em uma situação de emergência quando gás tóxico inunda a cidade. O filme ultrapassou 8 milhões de espectadores, 25 dias após sua estreia, tornando-se um dos filmes de maior bilheteria na Coreia do Sul.
Em 2020, YoonA voltou à televisão no drama da JTBC, Hush, onde interpretou a repórter estagiária Lee Ji-soo. Baseado no romance Silence Warning de 2018 de Jung Jin-young, foi ao ar de dezembro de 2020 a fevereiro de 2021. Em junho de 2021, YoonA estrelou o filme de drama romântico de Lee Jang-hoon The Miracle. O filme é baseado na história verídica de Joon-kyeong, um gênio da matemática do ensino médio, e é situado na década de 1980 em uma cidade remota da Província de Gyeongsang do Norte, e conta a história da criação de uma estação ferroviária simples e privada.

## Imagem pública

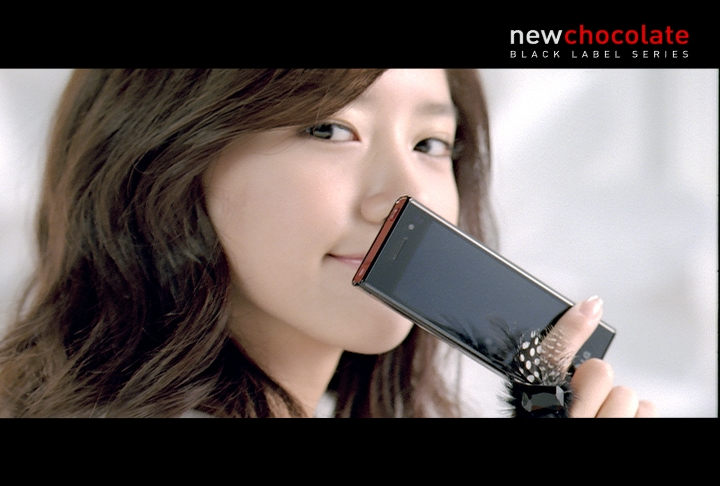
YoonA no videoclipe de "Chocolate Love" (2009), qual apresentou, com o Girls' Generation, uma música promocional para um celular da LG

Yoona tem sido chamada de "Rainha dos CF" por sua grande participação em comerciais e tem sido uma porta-voz para várias marcas. A CNN disse que ela é "um dos nomes mais conhecidos na Ásia" que ajudou marcas de beleza coreanas tornar-se popular em China. Em 2010, ela se tornou o primeiro ídolo sul-coreano a endossar a S-Oil, uma grande empresa de petróleo e refinaria da Coreia do Sul. Em 2012, ela apareceu em, pelo menos, 20 anúncios publicitário e ficou em quinto lugar entre as celebridades com mais aparições em comerciais em um ranking pela TVCF, maior site de informações de anúncio da Coreia do Sul. Em 2013, ela se tornou a primeira endossante no exterior para a Alcon Taiwan. Desde 2009, Yoona tem sido um porta-voz de longo prazo para a marca de cosméticos Amore Pacific Innisfree. Um representante da Innisfree revelou: "Entre os países asiáticos que a Innisfree avançou, a modelo que eu mais queria ver era a Yoona". Outros endossos principais incluíram Crocs e Lee Jeans.
Em janeiro de 2015, ela se tornou membro da Sociedade de Honra da Coreia do Sul como um reconhecimento por suas doações de caridade. Em agosto do mesmo ano, Yoona estava entre o grupo convidados para a Casa Azul pela presidente sul-coreana Park Geun-hye para homenagear aqueles que contribuíram com o trabalho de caridade e voluntário para a sociedade. Ainda em agosto de 2015, YoonA assinou com a marca global de roupas de spa H:CONNECT, tornando-se sua porta-voz. Em 2016, Yoona foi listada pela revista Forbes como uma das 30 celebridades mais influentes da Ásia no âmbito do entretenimento e esportes.

## Vida pessoal
Em 2009 formou-se na Daeyoung High School. Em setembro de 2014, Yoona começou a namorar o ator e cantor sul-coreano Lee Seung Gi. Em agosto de 2015, as duas agências confirmaram o término da casal, dizendo que o motivo do término foi a agenda cheia dos dois.
Em fevereiro de 2015, Yoona se formou na Dongguk University, com um grau de barachel em estudos de teatro, depois de iniciar o grau em 2009. Ela também recebeu um prêmio durante a cerimônia de formatura. Sua colega de girl group, Seohyun, participou da mesma universidade.

## Filmografia
Filmografia selecionada
- Two Outs in the Ninth Inning (2007)
- You Are My Destiny (2008-2009)
- Cinderella Man (2009)
- Love Rain (2012)
- Prime Minister & I (2013-2014)
- God of War, Zhao Yun (2016)
- The K2 (2016)
- The King in Love (2017)
- Confidential Assignment (2017)
- Exit (2019)
- Hush (2020-2021)
- Miracle: Letters to the President (2021)
- Happy New Year/A Year-End Medley (2021)
- Big Mouth/Mouse (2022)
- Confidential Assignment 2: International (2022)
- King the Land (2023)
- Pretty Crazy (2025)
- Bon Appétite, Your Majesty (2025)

## Discografia
A discografia de YoonA é composta por dois extended plays, quatro singles, um single promocional e uma aparição em trilha sonora.

### Extended plays
| Título                                                                                   | Detalhes | Melhores posições nas paradas | Melhores posições nas paradas | Vendas        |
| Título                                                                                   | Detalhes | KOR                           | US World                      | Vendas        |
| ---------------------------------------------------------------------------------------- | --- | ----------------------------- | ----------------------------- | ------------- |
| Blossom                                                                                  | - Lançamento: 4 de agosto de 2016 (CHN) - Idioma: Mandarim - Gravadora: SM Entertainment - Formatos: Download digital Lista de faixas 1. "Red Bean (红豆)" 2. "A Little Happiness (小幸运)" 3. "The Moon Represents My Heart (月亮代表我的心)" | —                             | —                             | —             |
| A Walk To Remember                                                                       | - Lançamento: 30 de maio de 2019 (KOR) - Idioma: Coreano - Gravadora: SM Entertainment - Formatos: CD, download digital, SMC | 3                             | 13                            | - KOR: 26,709 |
| "—" indica lançamentos que não figuraram nas paradas ou não foram lançados nessa região. | |                               |                               |               |

### Canções
| Título                                                                                   | Ano                    | Melhores posições nas paradas | Melhores posições nas paradas | Vendas                     | Álbum                  |
| Título                                                                                   | Ano                    | KOR Gaon                      | US World                      | Vendas                     | Álbum                  |
| Como artista principal                                                                   | Como artista principal | Como artista principal        | Como artista principal        | Como artista principal     | Como artista principal |
| ---------------------------------------------------------------------------------------- | ---------------------- | ----------------------------- | ----------------------------- | -------------------------- | ---------------------- |
| "Deoksugung Stonewall Walkway" (덕수궁 돌담길의 봄) (featuring 10cm)                     | 2016                   | 24                            | 7                             | - KOR: 194,752 - US: 2,000 | S.M. Station Season 1  |
| "When The Wind Blows" (바람이 불면 / 如果妳也想起我)                                     | 2017                   | —                             | 8                             | —                          | A Walk to Remember     |
| "To You" (너에게) (com Lee Sang Soon)                                                    | 2018                   | —                             | —                             | —                          | Lançamento sem álbum   |
| "Summer Night" (여름밤) (featuring 20 Years of Age)                                      | 2019                   | —                             | —                             | —                          | A Walk to Remember     |
| Singles promocionais                                                                     |                        |                               |                               |                            |                        |
| "Innisfree Day" (이니스프리데이)                                                         | 2010                   | —                             | —                             | —                          | Lançamento sem álbum   |
| Aparições em trilhas sonoras                                                             |                        |                               |                               |                            |                        |
| "Amazing Grace"                                                                          | 2016                   | —                             | —                             | —                          | The K2 OST Part 3      |
| "—" indica lançamentos que não figuraram nas paradas ou não foram lançados nessa região. |                        |                               |                               |                            |                        |

### Composições
|  | Indica lançamento como single |

| Canção                                               | Ano  | Álbum              | Artista | Letra     | Letra             |
| Canção                                               | Ano  | Álbum              | Artista | Creditado | Com               |
| ---------------------------------------------------- | ---- | ------------------ | ------- | --------- | ----------------- |
| "To You" (너에게)                                    | 2018 | A Walk to Remember | YoonA   | Sim       | —                 |
| "When The Wind Blows" (바람이 불면 / 如果妳也想起我) | 2017 | A Walk to Remember | YoonA   | Sim       | Conan (Rocoberry) |

## Fan meetings

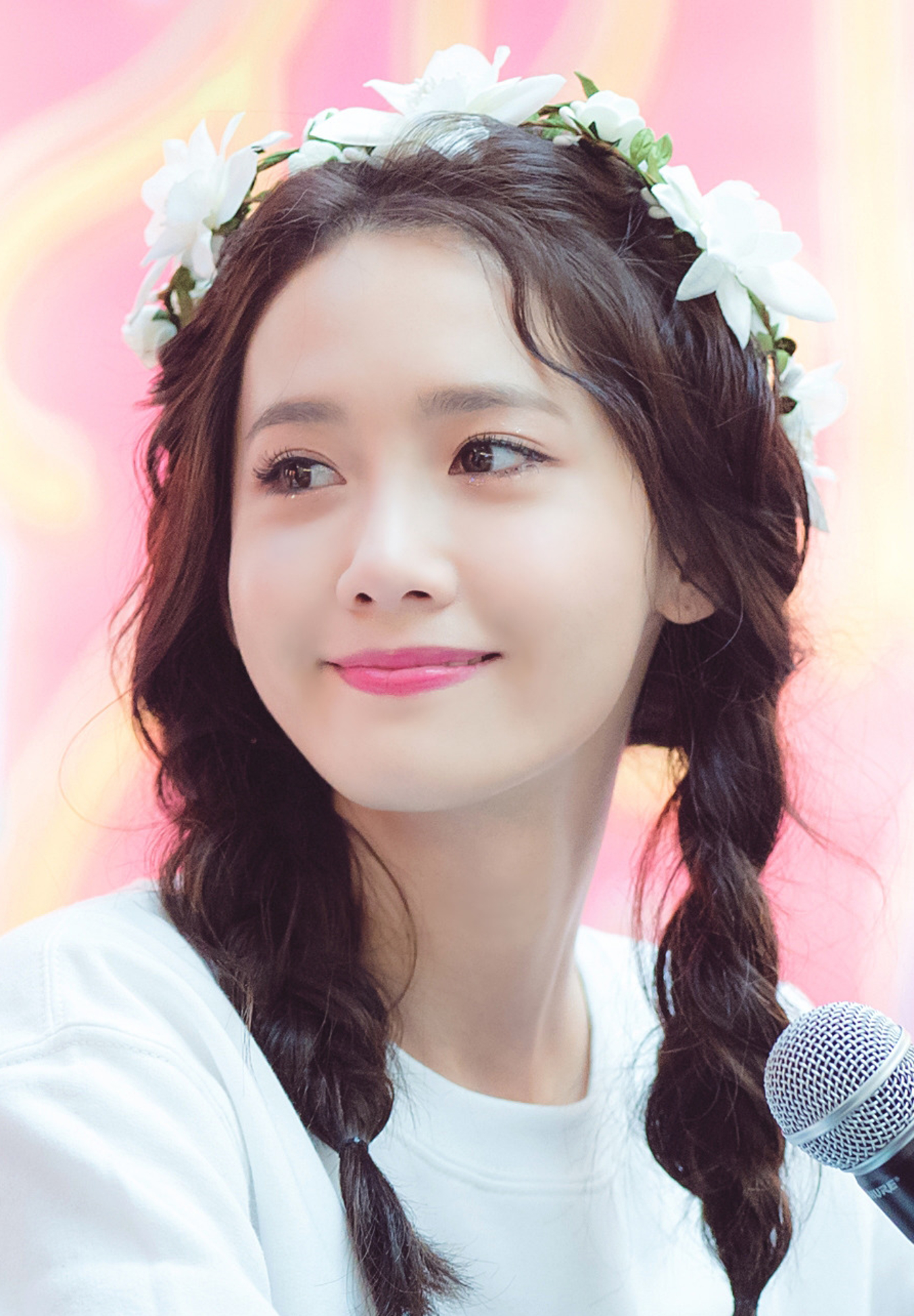
YoonA durante um evento fansigning, em agosto de 2017

| Data                   | Cidade    | País          | Local                                    | Evento                         |
| ---------------------- | --------- | ------------- | ---------------------------------------- | ------------------------------ |
| 26 de julho de 2014    | Bangkok   | Tailândia     | Siam Pavalai Royal Grand Hotel           | Prime Minister & I "Yoona & I" |
| 25 de junho de 2016    | Pequim    | China         | Beijing Olympic Sports Center Gymnasium  | Blossom 1st Fanmeet in China   |
| 2 de julho de 2016     | Guangzhou | China         | Guangzhou Gymnasium Hall 2               | Blossom 1st Fanmeet in China   |
| 24 de julho de 2016    | Chongqing | China         | Chongqing People's Auditorium            | Blossom 1st Fanmeet in China   |
| 30 de julho de 2016    | Xangai    | China         | International Gymnastic Center           | Blossom 1st Fanmeet in China   |
| 13 de janeiro de 2017  | Taipei    | Taiwan        | National Taiwan University Sports Center | The K2                         |
| 23 de abril de 2017    | Tóquio    | Japão         | Saitama Omiya Sonic City                 | The K2                         |
| 20 de maio de 2018     | Seul      | Coreia do Sul | Sejong University Daeyang Hall           | So Wonderful Day #Story_1      |
| 7 de julho de 2018     | Bangkok   | Tailândia     | Thunder Dome                             | So Wonderful Day #Story_1      |
| 13 de julho de 2018    | Tóquio    | Japão         | Nakano Sun Plaza Hall                    | So Wonderful Day #Story_1      |
| 15 de julho de 2018    | Osaka     | Japão         | NHK Osaka Hall                           | So Wonderful Day #Story_1      |
| 4 de agosto de 2018    | Hong Kong | Hong Kong     | Asia World Expo Hall 11                  | So Wonderful Day #Story_1      |
| 28 de setembro de 2018 | Singapura | Singapura     | Zepp@BigBox                              | So Wonderful Day #Story_1      |
| 11 de novembro de 2018 | Taipei    | Taiwan        | Taipei International Convention Center   | So Wonderful Day #Story_1      |